# حسين علي عبد القادر شرف الدين
الحسين بن علي بن عبد الرحمن بن عبد القادر شرف الدين هو أديب وشاعر يمني. ولد عام 1889 في مدينة صنعاء. كتب الشعر الحكمي والحميني. وله مساجلات مشهورة مع شعراء عصره. تولى مناصب إدارية أثناء الحكم العثماني لليمن. انضم إلى تنظيم الضباط الأحرار في اليمن لمقاومة الإمامة. وبعد مقتل الإمام يحيى حميد الدين عُين وزيراً للدفاع في الحكومة الدستورية، ولما فشلت ثورة 1948 زُجَّ به في السجن.